# Makua (langue)
Pour les articles homonymes, voir Makua.
Ne doit pas être confondu avec Makwe (langue) ou Akwa (langue).
Le makua (aussi écrit macua) est une langue bantoue et un continuum de langues parlées au Mozambique, en Tanzanie au Malawi et en République du Congo. Presque 6 millions de personnes parlent un de ces dialectes.

## Langues makuas
- Chirima
- Koti
- Lomwe
- Makoua